# Venmanad
Venmanad is een census town in het district Thrissur van de Indiase staat Kerala. 

## Demografie
Volgens de Indiase volkstelling van 2001 wonen er 9687 mensen in Venmanad, waarvan 48% mannelijk en 52% vrouwelijk is. De plaats heeft een alfabetiseringsgraad van 86%. 